# Rosa karjaginii
Rosa karjaginii är en rosväxtart som beskrevs av Dmitrii Ivanovich Sosnowsky. Rosa karjaginii ingår i släktet rosor, och familjen rosväxter. Inga underarter finns listade i Catalogue of Life.